# 孔海傑什
孔海傑什是匈牙利的城鎮，位於該國中部，由亞斯-瑙吉孔-索爾諾克州負責管轄，面積148.94平方公里，2011年人口7,582，其中約四成居民信奉基督教。

## 外部連結
- Official site （页面存档备份，存于） （匈牙利文）